# Cose da pazzi (singolo)
Cose da pazzi è un singolo del gruppo musicale italiano Colapesce Dimartino, pubblicato il 2 dicembre 2022. È il primo singolo del secondo album in studio Lux Eterna Beach

## Descrizione
Il brano fa da colonna sonora alla serie tv The Bad Guy, uscita l'8 dicembre 2022 su Prime Video.

## Tracce
Testi di Lorenzo Urciullo, Antonino Di Martino, musiche di Federico Nardelli e Giordano Colombo.
1. Cose da pazzi – 4:11